# Landschaftspark Herrenberg

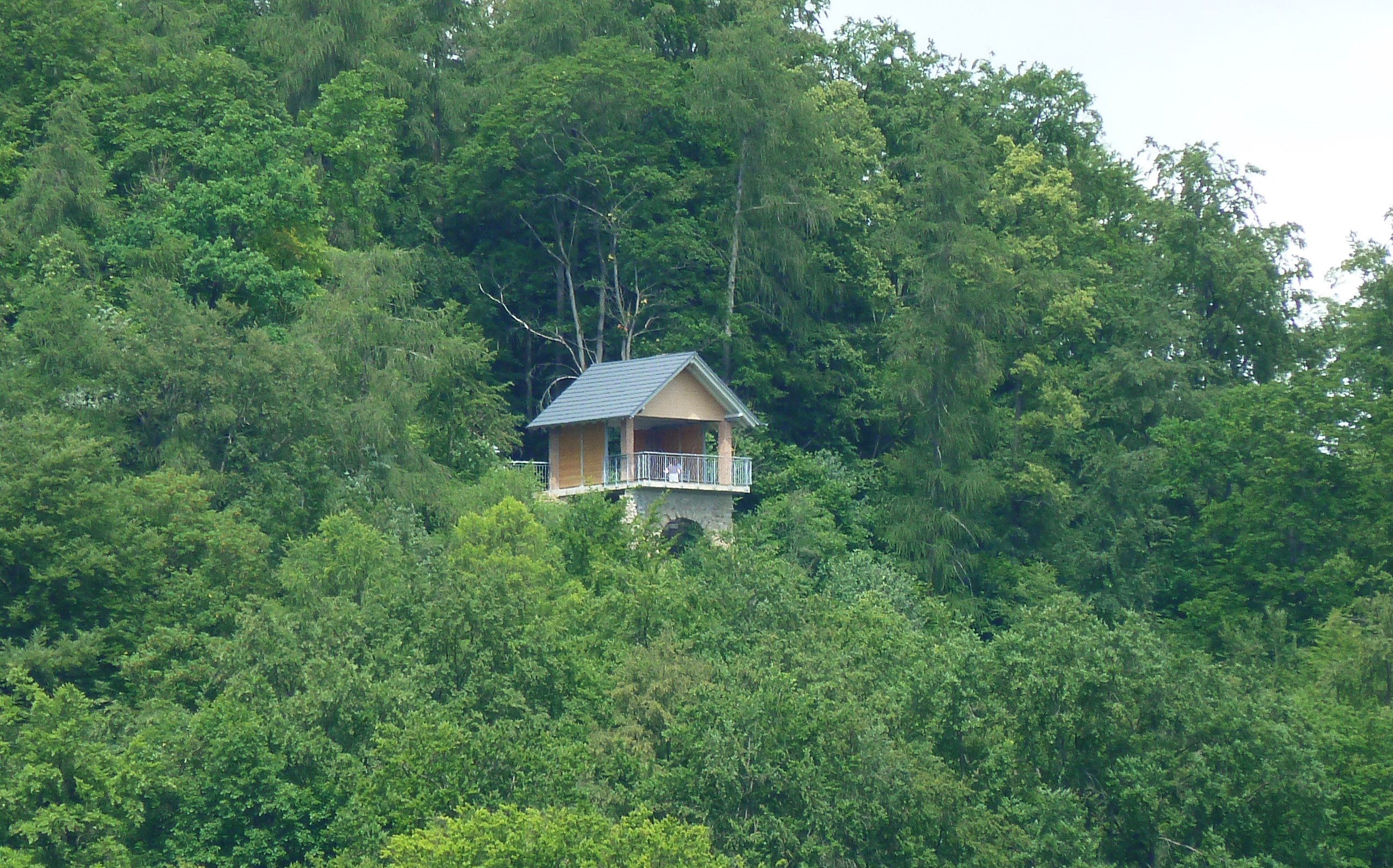
Das Diezhäuschen im Landschaftspark Herrenberg

Der Landschaftspark Herrenberg ist eine Parkanlage im Westen der südthüringischen Kreisstadt Meiningen. Der wegen seiner Bewaldung auch als Waldpark Herrenberg bezeichnete Park wird im „Denkmalbuch Thüringen“ als Kulturdenkmal geführt.

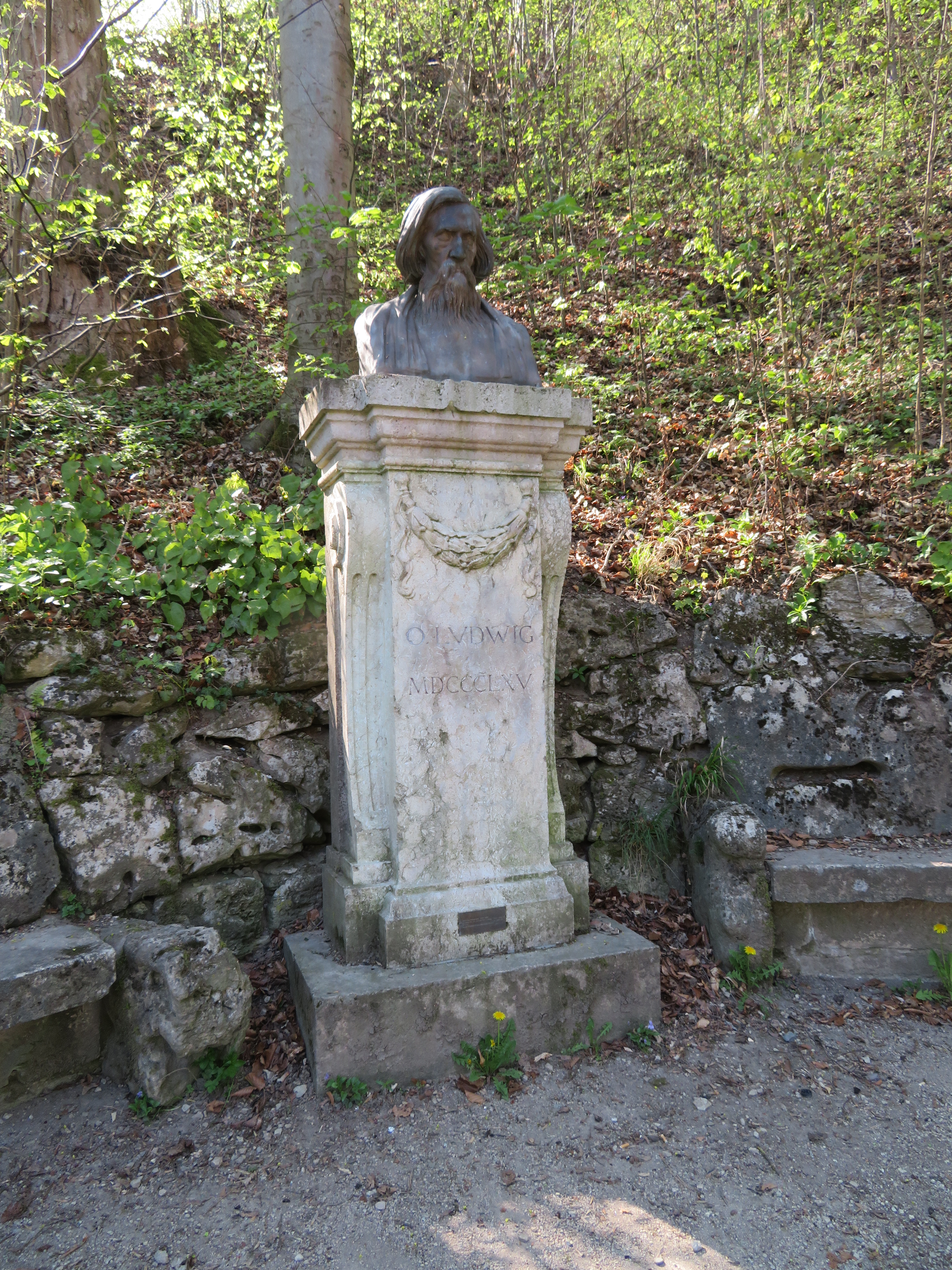
Denkmal für Otto Ludwig

## Lage
Der Landschaftspark Herrenberg befindet sich am Osthang des 417 m hohen Herrenbergs, der sich westlich der Werra und des Stadtzentrums gegenüber vom Schlosspark über die Stadt erhebt. Der Fluss bildet hierbei die natürliche Grenze zwischen dem Schlosspark und dem Landschaftspark Herrenberg. Vom Schloss Elisabethenburg gelangt man durch den Schlosspark über die Bogenbrücke zum Waldpark. Westlich des Parks schließen sich der Meininger Stadtwald und die Dreißigackerer Hochebene an. Durch den Park führt die Herrenbergstraße, die die südwestlichen und nordwestlichen Stadtteile verbindet. Am Fuße des Berges verläuft entlang der Werra auf dem Limbachsweg der Werratal-Radweg und teilweise der Main-Werra-Radweg. Durch den Park führen des Weiteren der Fernwanderweg Milseburgweg (Fulda–Meiningen), der Premium-Wanderweg „Der Meininger“ und der „Johannes-Brahms-Rundweg“.

## Geschichte
Geschichtlich war der Herrenberg nacheinander im Besitz des Hochstifts Würzburg, der Grafschaft Henneberg und von 1680 bis 1918 des Herzoghauses Sachsen-Meiningen. Am dem bis Ende des 19. Jahrhunderts unbewaldeten Berghang hatten die Meininger Bürger Berggärten angelegt, die aber zur Parkgestaltung nach und nach vom Herzoghaus aufgekauft wurden.
Ab 1694 wurde der Berghang terrassiert und man legte Wege und Treppenanlagen an. Herzog Bernhard I. ließ auf der ersten unteren Flussterrasse mit der „Elisabethenlust“ ein Lusthaus am Herrenberg errichten. Zwei Jahre später kam ein weiteres Lusthaus auf der zweiten oberen Flussterrasse hinzu. Man baute auf den Terrassen Hopfen an und setzte Weinreben. Im Laufe des 18. Jahrhunderts verfielen die Bauwerke und man gab den Weinbau und Hopfenanbau auf. Ab 1792 etablierte man im Park einen Tiergarten und nutzte ihn weiter für fürstliche Feierlichkeiten und Feuerwerke. Im Jahr 1800 ließ Herzog Georg I. zum Anlass der Geburt des Erbprinzen Bernhard und späteren Herzogs Bernhard II. auf dem exponierten Bielstein einen Ahorn als ein Symbol der Aufklärung pflanzen, der für Jahrzehnte als einzelner großer Baum die Parklandschaft dominierte. In der ersten Hälfte des 19. Jahrhunderts existierte oberhalb vom Limbachsweg die Gastwirtschaft „Limbachskeller“, die mittels Fähre über die Werra erreicht werden konnte.
1857 erwarb Bernhard II. südlich des Parks angrenzende Grundstücke und ließ dort als Parkerweiterung die Gartenanlage „Prinzengarten“ herrichten. Herzog Georg II. stellte Ende des 19. Jahrhunderts erhebliche Mittel zur Ausgestaltung des Parks ein. 1870 erbauten man auf dem Felsvorsprung „Bielstein“ das Bielsteinhäuschen, das später in Diezhäuschen umbenannt wurde. 1882/83 entstand die Bogenbrücke zur besseren Erreichbarkeit des Parks. Des Weiteren wurden neue Promenadenwege und eine künstliche Grotte an Stelle des aufgegebenen Limbachskellers mit halbkreisförmigen Steinbänken, flankiert von den überlebensgroßen Sandsteinplastiken Flora und Pomona, angelegt und der Park überwiegend mit Buchen und Ahornbäumen bepflanzt. Im Prinzengarten ließ Georg II. 1891/92 das Helenenstift, seit 2003 Palais am Prinzenberg, für seine Frau Helene Freifrau von Heldburg als Witwensitz erbauen. 1893 errichtete Bildhauer Adolf von Hildebrand an der Grotte ein Denkmal für den Schriftsteller Otto Ludwig. Die 1915 auf Geheiß von Herzogin Charlotte errichteten Denkmale für ihren Bruder Kaiser Wilhelm II. und für Paul von Hindenburg sowie das 1930 von Robert Diez geschaffene Denkmal für Rudolf Baumbach, deren Büste im Zweiten Weltkrieg eingeschmolzen wurde, sind bis 1940 wieder entfernt worden. Das Diezhäuschen wurde 2013 durch Brandstiftung zerstört und 2015 brandsicher wieder aufgebaut.

## Kultur und Freizeit
- Der Komponist Johannes Brahms war seit 1881 sehr oft in Meiningen zu Besuch und unternahm während seiner Aufenthalte zahlreiche morgendliche Spaziergänge im Landschaftspark, den er sehr schätzte und hier Inspirationen für seine Werke fand. Ihm zu Ehren legte man 1993 den mit einem „J“ gekennzeichneten Johannes-Brahms-Rundweg an.
- Basierend auf der vom Arzt Max Joseph Oertel entwickelten Therapie zur Stärkung der Herzmuskel und Kreislauf errichtete man 1885 den Promenadenweg „Oertelsstiege“ an. Dieser bis heute erhaltene Weg ist mit unterschiedlichen mit Treppen durchsetzten Steigungen gestaltet und wurde rege von den Bürgern der Stadt und den Patienten des benachbarten „Sanatoriums Passow“ genutzt.
- Während der DDR-Zeit wurde der traditionelle Meininger Silvesterlauf im Landschaftspark Herrenberg durchgeführt, ehe die Laufstrecke ab 1990 in den Schlosspark verlegt wurde.
- Durch den von Fußgängern, Wanderern und Radfahrern gleichsam genutzte Limbachsweg führt der Werratal-Radweg und der Main-Werra-Radweg. Neben dem Weg befindet sich am Flussufer eine Bootsanlegestelle für Wasserwanderer mit Rastplatz und Schutzhütte.
- Das Diezhäuschen bietet als Aussichtspunkt einen Blick über weite Teile der Stadt, zum Drachenberg und zum dominanten Vulkanberg Dolmar.
- Das Palais am Prinzenberg beherbergt Ferienwohnungen und besitzt eine kleine Freilichtbühne für Kulturveranstaltungen.